# Candidatura de Doha para os Jogos Olímpicos de Verão de 2016
A candidatura da cidade de Doha a sede dos Jogos Olímpicos e Paraolímpicos de Verão de 2016 foi anunciada oficialmente em 14 de setembro de 2007 pelo Comitê Olímpico Internacional. Outras seis cidades de três continentes se candidataram.
O projeto da cidade previa, em virtude de condições climáticas mais favoráveis, a realização dos Jogos em outubro, um período além da faixa desejada pelo COI. 44 milhões de dólares seriam investidos em segurança e boa parte dos eventos (70%) ocorreria em instalações construídas para os Jogos Asiáticos de 2006. A Vila Olímpica, com capacidade para 18.000 pessoas, teria a forma de uma pomba.
A cidade não conseguiu se classificar para a fase final do processo de candidatura, apesar de receber nota 6,9 no relatório oficial (suficiente para ser considerada uma Cidade Candidata). Os fatores que pesaram para a decisão foram exatamente o clima e a segurança. Apesar disso, os representantes de Doha consideraram positiva a participação no processo, a primeira do Mundo Árabe.